# Jean-Yves Empereur
Pour les articles homonymes, voir Empereur (homonymie).
Jean-Yves Empereur, né le 24 juin 1952 au Mans, est un archéologue, helléniste et chercheur français. Il est spécialiste de l'archéologie sous-marine.

## Biographie
Jean-Yves Empereur effectue des études de lettres classiques à l'université Paris-Sorbonne (DEA, CAPES) avant de réussir l'agrégation de lettres classiques en 1975. Il poursuit ses études en soutenant, en 1977, une thèse de doctorat en archéologie sur le commerce maritime à l'époque hellénistique.
Il est nommé membre de l'École française d'Athènes en 1978 avant d'en être de 1982 à 1990 le secrétaire général. Il dirige durant cette période les chantiers de fouilles en Grèce, à Chypre et en Turquie, sur les sites de Thasos et Amathonte. Ses publications concernent notamment les timbres amphoriques.
Jean-Yves Empereur obtient en 1988 son habilitation à diriger des recherches et devient directeur de recherche au CNRS en 1990. Il fonde le Centre d'études alexandrines et dirige des fouilles archéologiques à Alexandrie.
La pression immobilière risquant de faire disparaître une grande partie de l'histoire antique de la ville, il s'attache à des fouilles terrestre en centre-ville ainsi que des fouilles sous-marines dans le bassin maritime de la baie. Son travail de fouilles et de recherches et l'exposition de ses travaux auprès des autorités permettent en 1994 de mettre fin à un projet de brise-lame bétonné qui aurait recouvert le site de l'ancien phare d'Alexandrie. Dès lors, des fouilles sous-marines plus approfondies sont entreprises. Il trouve avec son équipe de nombreux objets archéologiques : 5 000 blocs architecturaux, des colonnes, statues et une douzaine de sphinx.
Au delà de son activité archéologique, Jean-Yves Empereur, accompagne des doctorants en étant associé à l'École doctorale de l’Université de Lyon-2.
Le 4 novembre 2006, l'université de Neuchâtel en Suisse lui décerne le titre de docteur honoris causa lors de la cérémonie du Dies Academicus.
Jean-Yves Empereur accède à l'éméritat en 2015 ; la direction du Centre d'études alexandrines (CEAlex) qu'il a fondé et dirigé pendant vingt-cinq ans est confiée par le Centre national de la recherche scientifique à Marie-Dominique Nenna.
Le 15 juin 2018, Jean-Yves Empereur est élu membre de l'Académie des inscriptions et belles-lettres en remplacement de Paul Bernard. Il est ou a été par ailleurs, membre correspondant de l'Institut archéologique allemand, du bureau de la Société archéologique d'Alexandrie, du conseil d’administration et scientifique de l’Institut français d'archéologie orientale, de la Commission des Musées d’Alexandrie et du Comité Scientifique du Musée de la Bibliotheca Alexandrina.

## Fouilles
Jean-Yves Empereur mène des fouilles d'urgence en plein centre-ville d'Alexandrie en Égypte. La ville antique étant recouverte par la ville moderne, c'est au gré des chantiers de démolitions d'anciens bâtiments et de reconstruction que les fouilles deviennent possibles. Sur le terrain du Diana se trouve une villa romaine du IIe siècle, qui possède de magnifiques mosaïques.
En 1993, une digue doit être construite sur le site présumé du phare d'Alexandrie. Une opération de sauvetage lui est alors confiée avec Jean-Pierre Corteggiani et une trentaine de plongeurs afin d'entreprendre une campagne de fouille – avec l'aide déterminante de la cinéaste égyptienne Asmaa El-Bakri, passionnée de l'histoire antique de sa ville et active dans la réalisation de documentaires scientifiques archéologiques – sur une zone d'environ 2,25 ha au nord-est du fort de Qait Bay.
Dès l'année suivante, puis 1995 et 1996, cette série de fouilles importantes dans le port d'Alexandrie, permet la découverte d'une grande quantité de vestiges archéologiques : 5 000 blocs architecturaux dont certains atteignent 75 tonnes, des colonnes, des chapiteaux, des statues brisées gigantesques, une douzaine de sphinx, sans oublier les traces évidentes du fameux phare (statues, fragments de pierres sculptées). Il a ainsi pu reconstruire virtuellement une porte de plus de douze mètres dont les linteaux et les traverses sont en granite d’Assouan ; les statues colossales représentant des rois ptolémaïques et des reines se trouvaient juste à côté de leur socle ; dans l’Antiquité, elles se trouvaient au pied du phare. Il espère que le site pourra être visité par des plongeurs amateurs désireux de voir les découvertes sous-marines.
En 1997, il est appelé en renfort le 27 juin par le directeur des musées et des sites archéologiques d'Alexandrie, à la suite de la découverte par hasard en mars, lors de la construction de l'autopont qui doit relier le port ouest de la ville à la route du Caire, du site de la Nécropolis, la cité des morts d'Alexandrie. Le plan d'ensemble de la ville antique avec le tracé de ses artères apparaît alors, conforme à la trame des rues dessinée par Dinocrate de Rhodes, le premier architecte urbaniste.
En mai 1998, il est le commissaire général de l'exposition La gloire d'Alexandrie, au Petit-Palais à Paris, exposition présentant le résultat de ses travaux et de nombreuses pièces remontées des eaux.
Le 14 décembre 2002, il reçoit le grand prix Explorations et voyages de découvertes de la Société de géographie.

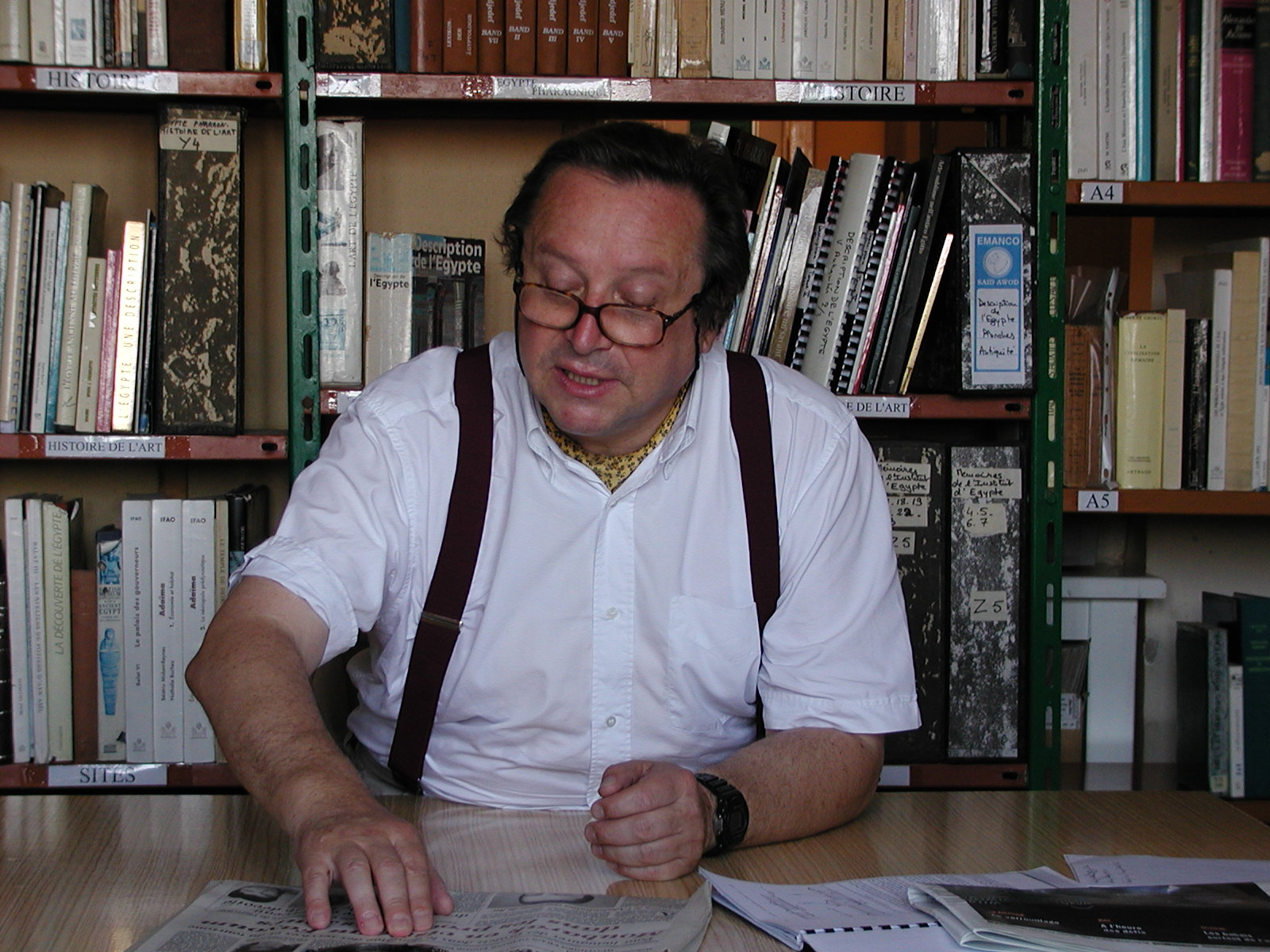
Lecture des nouvelles matinales par Jean-Yves Empereur dans la bibliothèque du Centre d'études alexandrines, en 2006.

## Publications
- Les amphores, la nécropole nord d’Amathonte II, Études chypriotes VIII, 1987 ;
- Avec M. Picon, La reconnaissance des productions des ateliers céramiques, l'exemple de la Maréotide, no 3, Le Caire, 1992 ;
- Le port hellénistique d’Amathonte, Actes du Symposium « Cyprus and the Sea », Nicosie, 1993 ;
- A short guide to the catacombs of Kom el Shoqafa, Alexandria, Sarapis, Alexandrie, 1995,  (ISBN 977-5633-01-X) ;
- Alexandrie redécouverte, Fayard, Paris, 1998,  (ISBN 2-70-281161-2) ;
- Alexandrina 1, Institut français d'archéologie orientale, Le Caire, 1998 ;
- Alexandrie médiévale 1, avec Christian Décobert, Institut français d'archéologie orientale, Le Caire, 1998 ;
- Commerce et artisanat dans l'Alexandrie hellénistique et romaine, actes du colloque d'Athènes, 11-12 décembre 1998, bulletin de correspondance hellénique, no 33, diff. De Boccard, Paris, 1998;
- L'ABCdaire d'Alexandrie, Flammarion, Paris, 1998 ;
- Petit guide du Musée gréco-romain d'Alexandrie, Harpocrates, Alexandrie, 2000,  (ISBN 977-5845-02-5) ;
- Alexandrie : Hier et demain, Gallimard, coll. « Découvertes Gallimard / Culture et société » (no 412), 2001,  (ISBN 2-07-076240-8) ;
- Nécropolis 1, avec Marie-Dominique Nenna, Institut français d'archéologie orientale, Le Caire, 2001 ;
- Alexandrina 2, Institut français d'archéologie orientale, Le Caire, 2002 ;
- Nécropolis 2, avec Marie-Dominique Nenna, Institut français d'archéologie orientale, Le Caire, 2003 ;
- Le Phare d'Alexandrie, la Merveille retrouvée, Gallimard, Paris, coll. « Découvertes Gallimard / Archéologie » (no 352), 2e édition, 2004,  (ISBN 2-07-030379-9) (Première parution en 1998).

Plus de nombreuses études et rapports de fouilles.

## Filmographie
Gedeon Programmes a produit une trilogie de films documentaires, réalisés par Thierry Ragobert, sur le travail de Jean-Yves Empereur :
- La septième merveille du monde (le Phare)
- Alexandrie la magnifique
- Les mystères d'Alexandrie

Jean-Yves Empereur a également entrepris des collections sur DVD, éditées par les éditions Harpocrate :
- Collection Les grandes expéditions scientifiques du XIXe siècle (DVD-ROM) :
  - Volume 1. Description de l'Égypte
  - Volume 2. Monuments de l'Égypte et de la Nubie, suivi des Notices descriptives et des Lettres d'Égypte et de Nubie, par Champollion le jeune et Monuments Égyptiens, par Émile Prisse d'Avesnes
  - Volume 3. Voyage dans la Basse et la Haute Égypte pendant les campagnes du Général Bonaparte, par Dominique Vivant Denon
  - Volume 4. Voyage à l'oasis de Thèbes fait pendant les années 1815 - 1818 par Frédéric Cailliaud, Edme François Jomard & Voyage à Méroé et au Fleuve Blanc fait pendant les années 1819 - 1822, par Frédéric Cailliaud
  - Volume 5. Voyage dans la Marmarique et la Cyrénaïque par Jean-Raymond Pacho

- Collection Les métiers de l'archéologie (DVD Vidéo) :
  - Volume 1. Le chien et la Gorgone (réal. André Pelle)
  - Volume 2. De fer et de plomb (réal. Raymond Collet)
  - Volume 3. Des maquettes pour des citernes (réal. André Pelle)
  - Volume 4. La deuxième vie des monnaies antiques (réal. Raymond Collet)
  - Volume 5. Le chef-d’œuvre d'Yvan (réal. Raymond Collet)
  - Volume 6. Raconte-moi ta ville (réal. Mylène Blanc et Guilhem Crousillat, service pédagogique du Centre d'études alexandrines)
  - Volume 7. De l'eau pour Alexandrie (réal. Raymond Collet)
  - Volume 8. Autour de la Méduse (réal. Raymond Collet)
  - Volume 9. La mosaïque au chien (réal. Raymond Collet)
  - Volume 10. Frapper monnaie (réal. Raymond Collet)
  - Volume 11. L'oasis du verre (réal. Raymond Collet)
  - Volume 12. La vraie fausse fouille de Champollion (réal. Mylène Blanc et Guilhem Crousillat, service pédagogique du Centre d'études alexandrines).
  - Volume 13. La ville du dessous (réal. Raymond Collet)
  - Volume 14. Les aigles d'Alexandrie (réal. Raymond Collet)
  - Volume 15. Photographier l'invisible (réal. Raymond Collet)
  - Volume 16. La Société Archéologique d'Alexandrie (réal. André Pelle et Raymond Collet)

- Collection De l'Afrique à l'Inde :
  - Volume 1. Les verriers de Papanaidupet (réal. Marie-Dominique Nenna)
  - Volume 2. Un atelier de forgerons à Papanaidupet (réal. Valérie Pichot)
  - Volume 3. Nazarkoy, le village de l’œil (réal. Marie-Dominique Nenna)
  - Volume 4. Tankwas, bateaux de papyrus (réal. Jean-Yves Empereur)
  - Volume 5. Les voiles de Borollos (réal. Raymond Collet)
  - Volume 6. Bateaux cousus du Kérala (réal. Raymond Collet)
  - Volume 7. Les perles du Cameroun (réal. André Pelle)

- Collection Impressions alexandrines :
  - Volume 1. Visages d'Alexandrie (réal. Raymond Collet)

- Hors-série :
  - Volume 1. La presse francophone d’Égypte (réal. Raymond Collet)

## Jeu vidéo
Jean-Yves Empereur aurait inspiré dans Tomb Raider : La Révélation finale (1999) le personnage répondant au nom de Jean-Yves, un archéologue français passionné et spécialiste de l’égyptologie qui aide Lara Croft dans son aventure en lui contant la légende de Seth.
Le véritable Jean-Yves Empereur fut mécontent de l'utilisation de son image sans son accord et obtint des excuses de la part d'Eidos, qui s'engagea à ne plus faire apparaître ce personnage à l'avenir. Dans le jeu suivant, Tomb Raider : Sur les traces de Lara Croft, son personnage est remplacé par un nouveau du nom de Charles Kane. Les cinématiques du jeu étant déjà avancées au moment de l'affaire, l'équipe a dû modifier le modèle 3D du personnage et le re-texturer pour s'assurer d'éviter toute ressemblance.

## Distinctions
- Lauréat du grand prix de l'Académie d'architecture (2002)
- Grand prix de la Société nationale de géographie (2003)
- Docteur honoris causa de l'université de Neuchâtel (2006)
- Grand prix d’archéologie de la fondation Simone et Cino Del Duca de l'Institut de France (2007)
- Prix Onassis de l’Institut de France (2009)

### Décorations
- Chevalier de la Légion d'honneur
- Officier de l'ordre national du Mérite
- Officier de l'ordre des Palmes académiques (2024)[5]
- Chevalier de l'ordre des Arts et des Lettres